# Joaquim Bonal de Falgàs
Joaquim Bonal de Falgàs (Arbúcies, Selva, 1933 - 1 de maig del 2005) fou un farmacèutic impulsor de la Farmàcia Clínica i l'Atenció Farmacèutica a Espanya.

## Activitat professional
Es va llicenciar en Farmàcia en la Universitat de Barcelona, i posteriorment es va doctorar en Farmàcia (estudi sobre l'estabilitat de nutricions parenterals). Ex-director general de Farmàcia i Productes Sanitaris del Ministeri de Sanitat i Consum. Va ser director del Servei de Farmàcia de l'Hospital de la Santa Creu i Sant Pau de Barcelona.
Va ser president de la Societat Espanyola de Farmàcia Hospitalària, de la European Society of Clinical Pharmacy, i de la Fundació Pharmaceutical Care Espanya, entre altres càrrecs. Membre del Comitè Consultiu per a l'ensenyament de Farmàcia de la Unió Europea, del Comitè Espanyol de Farmacovigilància i del grup d'experts de l'Organització Mundial de la Salut (OMS) en política de medicaments i de l'Acadèmia Iberoamericana de Farmàcia.

## Mèrits
És considerat l'impulsor de la Farmàcia Clínica a Espanya i va ser creador d'una de les primeres Comissions de farmàcia i terapèutica en un hospital i del Centre d'Informació de Medicaments. Després d'una estada de sis mesos en 1976 als Estats Units on va visitar 10 serveis de farmàcia hospitalària, va importar el model de farmàcia clínica hospitalària que va veure en aquell país a l'Hospital de la Santa Creu i Sant Pau de Barcelona. El Dr. Bonal estava convençut que el model de farmàcia havia de renovar-se i va albirar que la Farmàcia Clínica era la manera de revitalitzar la pràctica farmacèutica.
Fou el primer President de la Fundació Pharmaceutical Care España, des de 1998 fins a la seva mort en 2005. És autor de més de 200 publicacions, principalment en el camp de la recerca aplicada, i fins a la seva mort va escriure articles, va donar conferències i va participar en activitats científiques a l'Hospital de Sant Pau. Autor de diversos llibres sobre temes de Farmàcia Clínica. El 2005 li fou concedida la creu de Sant Jordi a títol pòstum.